# Kniha Báruch
Kniha Báruch, označovaná též jako První kniha Báruchova, zkráceně Bar či 1 Bar, je deuterokanonická kniha Starého zákona, připisovaná učedníku proroka Jeremjáše, Báruchovi.
Kniha se nenachází v kánonu hebrejské bible, patří však do alexandrijského kánonu, tvoří součást Septuaginty, Vulgaty a překladu Theodotiónova a jako kanonickou ji uznávají katolické a pravoslavné církve. Části hebrejského textu Knihy Báruch se našly mezi kumránskými svitky. Protestanti, kteří uznávají pouze palestinský kánon, považují knihu za apokryfní.
Vulgata, společně s dalšími biblickými překlady, přikládá jako 6. kapitolu knihy Báruch List Jeremjášův.

## Struktura knihy
- 1,1–14 úvod
- 1,15-2, 10 vyznání hříchů
- 2, 11-3, 8 modlitba o milosrdenství
- 3, 9–4, 14 chvalozpěv na moudrost
- 4, 15–5, 9 poselství odvlečeným do babylónského zajetí
- 6 kapitola je nadepsána jako list Jeremjášův, který varuje před modloslužbou

## Užití knihy Báruch
Nový zákon vícekrát cituje knihu Báruch: Lk 13, 29 (Kral, ČEP) cituje Báruk 4, 37, Jan 3, 13 (Kral, ČEP) cituje Báruk 3, 29, 1Kor 10, 20 (Kral, ČEP) pak cituje Báruk 4,7 a Jan 1, 14 (Kral, ČEP) se odkazuje na Báruk 3,38 společně s Lv 26, 11–12 (Kral, ČEP), 1Kor 8, 27 (Kral, ČEP) a Ž 85, 9 (Kral, ČEP).
Římskokatolická církev čte Bar 3,9-38 mezi starozákonními proroctvími při velikonoční vigilii. Východní církve, které užívají byzantského ritu, čtou z knihy Báruch mezi osmi starozákonními čteními při večerní modlitbě v předvečer Vánoc.